# 1928 (numero)
Millenovecentoventotto (1928) è il numero naturale dopo il 1927 e prima del 1929.

## Proprietà matematiche
- È un numero pari.
- È un numero composto da 8 divisori: 1, 2, 4, 8, 241, 482, 964, 1928. Poiché la somma dei suoi divisori (escluso il numero stesso) è 1702 < 1928, è un numero difettivo.
- È esprimibile in un solo modo come somma di due quadrati: 1928 = 1444 + 484 = 382 + 222.
- È un numero palindromo nel sistema posizionale a base 5 (30203) e in quello a base 15 (888). In quest'ultima base è altresì un numero a cifra ripetuta.
- È un numero rifattorizzabile in quanto divisibile per il numero dei propri divisori.
- È un numero odioso.
- È parte delle terne pitagoriche  (960, 1672, 1928), (1446, 1928, 2410), (1928, 3615, 4097), (1928, 58065, 58097), (1928, 116154, 116170), (1928, 232320, 232328), (1928, 464646, 464650), (1928, 929295, 929297).

## Astronomia
- 1928 Summa è un asteroide della fascia principale del sistema solare.

## Astronautica
- Cosmos 1928 è un satellite artificiale russo.